# Andriivka, Horodok
Andriivka (în ucraineană Андріївка) este un sat în comuna Hoptînți din raionul Horodok, regiunea Hmelnîțkîi, Ucraina.

## Demografie
Componența lingvistică a localității Andriivka
     Ucraineană (96,67%)
     Rusă (1,67%)
     Română (1,67%)
Conform recensământului din 2001, majoritatea populației localității Andriivka era vorbitoare de ucraineană (96,67%), existând în minoritate și vorbitori de rusă (1,67%) și română (1,67%).